# Sidayu (Binangun)
Sidayu is een bestuurslaag in het regentschap Cilacap van de provincie Midden-Java, Indonesië. Sidayu telt 2792 inwoners (volkstelling 2010).